# Archipiélago Gulag
Archipiélago Gulag es una obra del escritor ruso Aleksandr Solzhenitsyn que denuncia el sistema de represión política en la extinta Unión de Repúblicas Socialistas Soviéticas. El extenso texto, compuesto por piezas autónomas, fue redactado entre 1958 y 1968, partiendo de la propia experiencia del autor y la de más de dos centenares de testimonios orales de aquellos compañeros de campos de concentración, prisión, trabajo y «reeducación» (Gulag) que depositaron en él la historia de sus vidas.

## Circunstancias de su publicación
Durante muchos años su autor mantuvo el texto en secreto, hasta que en agosto del 1973 una copia del manuscrito cayó en manos de la policía secreta de la Seguridad del Estado, la KGB, en la URSS. La obra fue encontrada en manos de Yelizaveta Voroniánskaya, secretaria del autor, quien se suicidó en su departamento de Moscú bajo circunstancias nunca aclaradas, tras haber sido torturada en un interrogatorio, «víctima del miedo al Gulag», según palabras de Solzhenitsyn. 
Ya no tenía sentido mantenerlo en secreto, y en 1973 se publicó en París la primera edición en ruso y al poco tiempo se tradujo a muchas otras lenguas.
En una nota en la primera edición, Solzhenitsyn explicaba:

«Con el corazón oprimido, durante años me abstuve de publicar este libro, ya terminado. El deber para con los que aún vivían podía más que la obligación con los muertos. Pero ahora, cuando pese a todo, ha caído en manos de la Seguridad del Estado, no me queda más remedio que publicarlo inmediatamente. En este libro no hay personajes ni hechos imaginarios. Las gentes y los lugares aparecen con sus propios nombres. Cuando se emplean iniciales, ello obedece únicamente a razones de índole personal. Y cuando falta algún nombre, se debe a un fallo de la memoria humana. Aunque todo ocurrió tal como se describe aquí».

Solzhenitsyn agregaba «Lo dedico este a todos aquellos a los que no les alcanzó la vida para contar esto. Perdonadme porque no lo vi todo, no lo recordé todo, no lo intuí todo». El autor, Premio Nobel de Literatura desde 1970 (es decir, antes de publicar el Archipiélago Gulag), fue expulsado de la URSS el 29 de marzo de 1974 y solo 20 años después (mayo de 1994) pudo regresar a la Rusia exsoviética, donde residió hasta su muerte el 3 de agosto de 2008.
El libro fue publicado por primera vez en la URSS en 1990 al calor de la perestroika de Mijaíl Gorbachov.

## Argumento
La versión completa de la obra, traducida al español en 1975, consta de siete partes, organizadas en tres volúmenes. 
Primer volumen (1973):
- 1.ª parte: La industria penitenciaria.
- 2.ª parte: Perpetuum mobile.

Segundo volumen (1975):
- 3.ª parte: Campos de trabajo y exterminio.
- 4.ª parte: El alma y el alambre de espino.

Tercer volumen (1978):
- 5.ª parte: El presidio.
- 6.ª parte: El confinamiento.
- 7.ª parte: Stalin ya no está.

En el primer volumen se disecciona el proceso de detención y las torturas practicadas para hacer «confesar» a los acusados, de lo que no se había hecho, las iniquidades de los funcionarios destinadas a quebrar moralmente al detenido y la convivencia con otros presos como única posibilidad de combatir el embrutecimiento. También se explaya sobre diversos temas relativos a la revolución bolchevique, a la Segunda Guerra Mundial, y a la situación de los ciudadanos rusos en diversos lugares afectados por la guerra.
Del grupo de Solzhenitsyn, todos recibieron 10 años menos él, condenado a ocho, y otro, condenado a cinco. En otra parte del libro cuenta de jueces que presumían en charlas jurídicas no de no haber absuelto a nadie, sino de no haber aplicado ni un atenuante. Lo condenaron a ocho años de trabajos forzados y le destinaron al campo de Novy Ierusalim (los monasterios ortodoxos fueron reconvertidos en centros de castigo). Llegó como un zek, o recluso; es decir, como alguien desposeído de derechos. En pocos días, dice, se convertiría en un auténtico zek: «Mentiroso, desconfiado, observador».

## Ediciones
- Archipiélago Gulag: 1918-1956 Ensayo de investigación literaria, "El Arca de Papel", Plaza y Janés, S.A., Editores, Barcelona, 1974. ISBN 84-01-41050-9
- Archipiélago Gulag: 1918-1956 Ensayo de investigación literaria I-II, Plaza y Janés, S.A., Editores, Barcelona, 1975. ISBN 84-01-33066-1
- Aleksandr Isaevich Solzhenitsyn, Vladimir Lamsdorff Galagane. Archipiélago Gulag, 1918-1956: ensayo de investigación literaria Plaza & Janés, 1977. ISBN 84-01-41111-4
- Archipiélago Gulag: 1918-1956: ensayo de investigación literaria Círculo de Lectores, 1998. ISBN 84-226-6879-3
- Archipiélago Gulag I, II y III. Tusquets Editores, Barcelona 1998. ISBN 978-84-8310-408-8 (tomo I), ISBN 978-84-8310-409-5 (tomo II), ISBN 978-84-8383-021-5 (tomo III).